# 庫曼達縣
2°12′S 79°8′W / 2.200°S 79.133°W
庫曼達縣（西班牙語：Cantón Cumandá），是厄瓜多爾的縣份，位於該國中部，由欽博拉索省負責管轄，始建於1992年1月28日，面積158.7平方公里，人口數量10,197人，人口密度每平方公里60.25人。